# Rentenberater
Rentenberater ist die Berufsbezeichnung für Personen, denen die Erlaubnis gemäß § 10 Abs. 1 Ziffer 2 Rechtsdienstleistungsgesetz (RDG) erteilt worden ist. Sie erbringen aufgrund besonderer Sachkunde Rechtsdienstleistungen auf dem Gebiet des Sozialrechts bzw. Sozialversicherungsrechts und der betrieblichen und berufsständischen Versorgung im Rechtsdienstleistungsregister.

## Tätigkeitsfeld
Das Tätigkeitsfeld des Rentenberaters umfasst laut der Berufsdefinition in § 10 Abs. 1 Ziffer 2 Rechtsdienstleistungsgesetz (RDG) vorrangig alle sozialrechtlichen Sachgebiete, die einen Bezug zu rentenrechtlichen Fragen aufweisen. Dazu gehören neben dem Bereich Gesetzliche Rentenversicherung insbesondere auch die Gesetzliche Unfallversicherung, die Gesetzliche Krankenversicherung, Pflegeversicherung sowie das Soziale Entschädigungs- und Schwerbehindertenrecht. Auch die betriebliche-, berufsständische Versorgung und Zusatzversorgung des öffentlichen Dienstes gehört zur Kerntätigkeit der Rentenberater. Die staatlich geförderte ergänzende Altersversorgung (Riester-Rente, Rürup-Rente) darf im Rahmen der Tätigkeit als erlaubte Nebenleistung nach § 5 Abs. 2 RDG wahrgenommen werden. Der freiberufliche Rentenberater vertritt seinen Mandanten gerichtlich (bei Zulassung auch als Prozessagent) und außergerichtlich. Erlaubnisinhaber nach dem früheren Rechtsberatungsgesetz stehen nach § 3 Abs. 2 des Einführungsgesetzes zum Rechtsdienstleistungsgesetz (RDGEG) in Verfahren vor dem Sozialgericht, Landessozialgericht,  Verwaltungsgericht, Arbeitsgericht, Familiengericht und Amtsgericht einem Rechtsanwalt gleich, soweit ihnen die gerichtliche Vertretung oder das Auftreten in der Verhandlung gestattet war.

## Registrierung
Die Registrierung erfolgt i. d. R. durch den Präsidenten des Amtsgerichts oder Landgerichts gemäß § 13 RDG.
Registrierungsvoraussetzungen sind nach § 12 Abs. 1 RDG insbesondere:
- persönliche Eignung und Zuverlässigkeit (gesicherte wirtschaftliche Verhältnisse und keine erheblichen strafrechtlichen Verfehlungen)
- theoretische und praktische Sachkunde in dem Bereich oder den Teilbereichen des § 10 Abs. 1 Rechtsdienstleistungsgesetz, in denen die Rechtsdienstleistungen erbracht werden sollen
- die theoretische Sachkunde wird i. d. R. durch ein Zeugnis über einen erfolgreich abgeschlossenen Sachkundelehrgang entsprechend § 4 der Verordnung zum Rechtsdienstleistungsgesetz (RDV) nachgewiesen
- genügende einschlägige berufspraktische Erfahrung (z. B. Tätigkeit bei einem Sozialversicherungsträger)
- eine Berufshaftpflichtversicherung mit einer Mindestversicherungssumme von 250.000 für jeden Versicherungsfall (jährliche Begrenzung auf den vierfachen Mindestbetrag laut § 5 RDV).

## Rahmenbedingungen
Das ebenfalls unter Justizaufsicht stehende weitere Berufsrecht (z. B. das Verbot direkter Werbung) orientiert sich inhaltlich an dem der Anwaltschaft.
Für seine Dienstleistung, rechtlich ein Geschäftsbesorgungsvertrag, erhält der Rentenberater Gebühren nach dem Rechtsanwaltsvergütungsgesetz.

## Steuerliche Behandlung
Nach einem  Urteil des Bundesfinanzhofs vom 7. Mai 2019, Aktenzeichen VIII R 26/16, erzielen Rentenberater Einkünfte aus Gewerbebetrieb i. S. des § 15 EStG. Gegen diese Entscheidung wird beim Bundesverfassungsgericht unter dem Aktenzeichen 1 BvR 2278/19 eine Verfassungsbeschwerde geführt.
Jahrzehntelang stuften Finanzämter die Einkünfte von Rentenberatern als freiberufliche Einkünfte i. S. § 18 Abs. 1 Nr. 1 ein. Dies geschah wohl vor dem Hintergrund, dass die Tätigkeit eines Rentenberaters als ähnlich zu einem der in § 18 Abs. 1 Nr. 1 Satz 2 genannten „Katalogberufe“ angesehen wurde. Ein Erlass aus dem Finanzministerium Schleswig-Holstein vom 17. Februar 2012, VI 302 - S 2245 - 034 (inhaltsgleich LFD Thüringen, Verfügung vom 25. April 2012, S 2246 - A - 24 - A 3.15) setzte dieser Praxis ein Ende. Vor dem Hintergrund einer Entscheidung des Finanzgerichts Berlin-Brandenburg vom 26. November 2015, Aktenzeichen 15 K 1183/13, wurde diese Positionierung der Finanzverwaltung durch Erlass vom 19. August 2016, VI 302 - S 2245 - 034, noch einmal durch das Finanzministerium Schleswig-Holstein bestätigt.